# Motor delantero y tracción en las cuatro ruedas

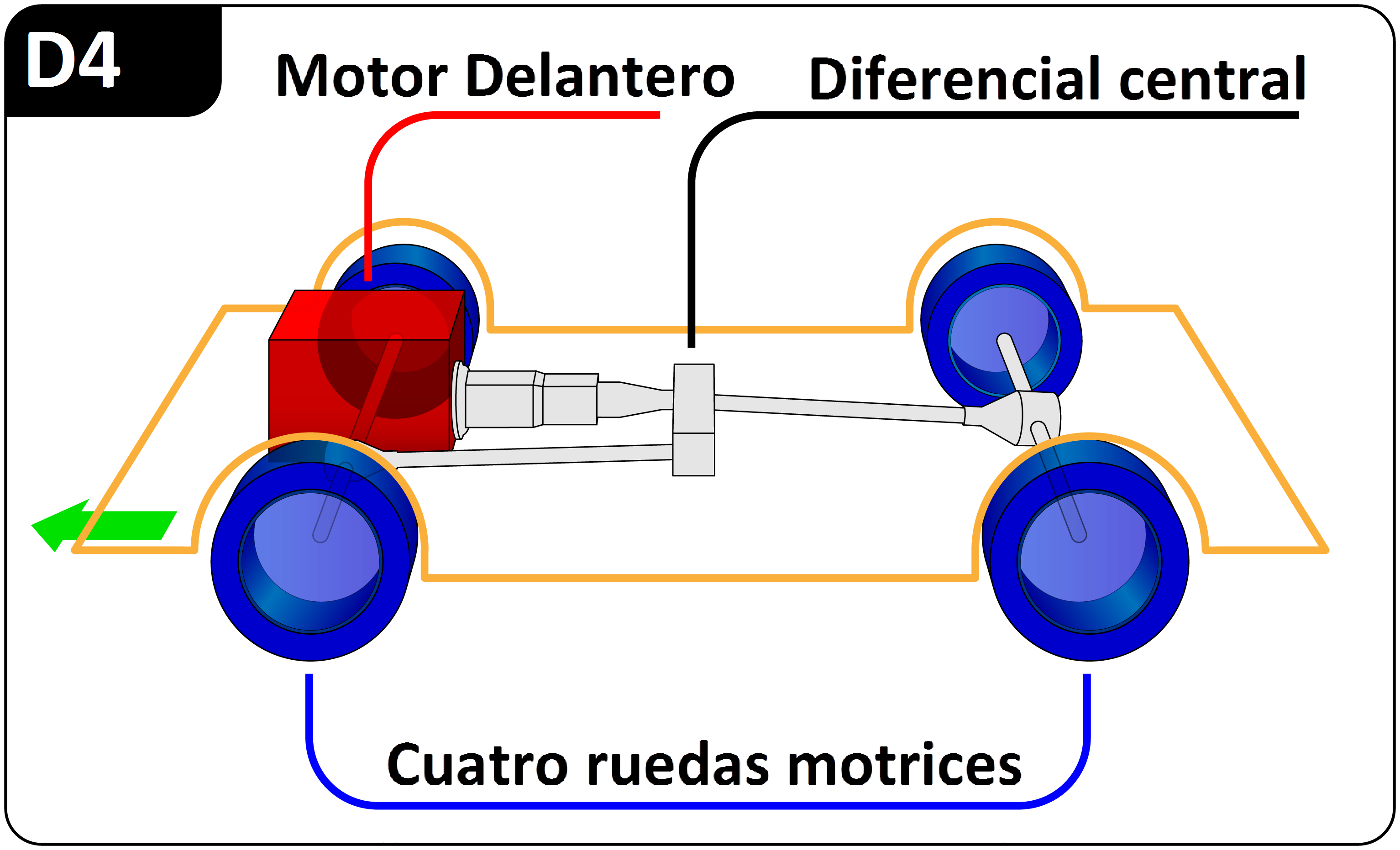
Diseño D4

En el campo del diseño automovilístico, una  configuración con motor delantero y tracción en las cuatro ruedas (D4), es aquella en la que el motor se coloca en la parte delantera del vehículo, impulsando las cuatro ruedas motrices. Este diseño generalmente se elige para obtener un mejor control del vehículo en todo tipo de superficies, con una presencia importante en los rallys, así como en la conducción todoterreno.

## Características
La mayoría de los diseños de tracción en las cuatro ruedas tienen motor delantero y son derivados de diseños anteriores de motor delantero y tracción trasera o de motor delantero y tracción delantera. El Spyker 60 HP de 1903 fue el primer automóvil construido con un diseño D4. 
Este diseño también se utiliza en camionetas todo terreno y SUV. Permite que estos vehículos obtengan la mayor tracción sin sacrificar la capacidad de carga o el espacio para los pasajeros. Los vehículos con tracción en las cuatro ruedas activable suelen tener una caja de transferencia y ningún diferencial central, lo que significa que el modo 4x4 no permite ninguna diferencia entre las velocidades del eje delantero y del eje trasero. Para una conducción normal en carretera, estos vehículos utilizan la tracción en un solo eje para evitar daños en la caja de transferencia. Los sistemas permanentes de tracción en las cuatro ruedas, por otro lado, no pueden prescindir de utilizar algún tipo de diferencial central.

## Ejemplos

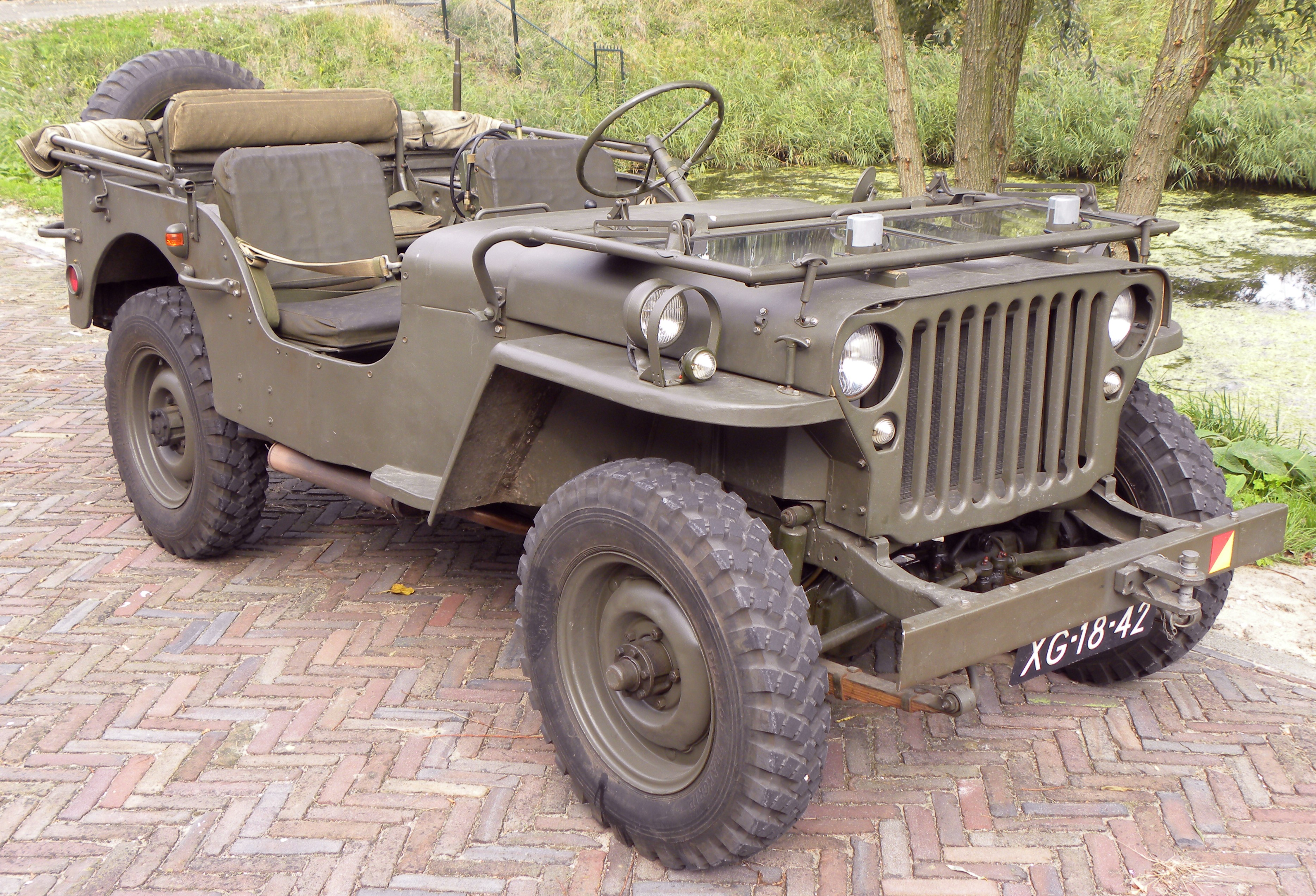
Jeep Willys de 1943
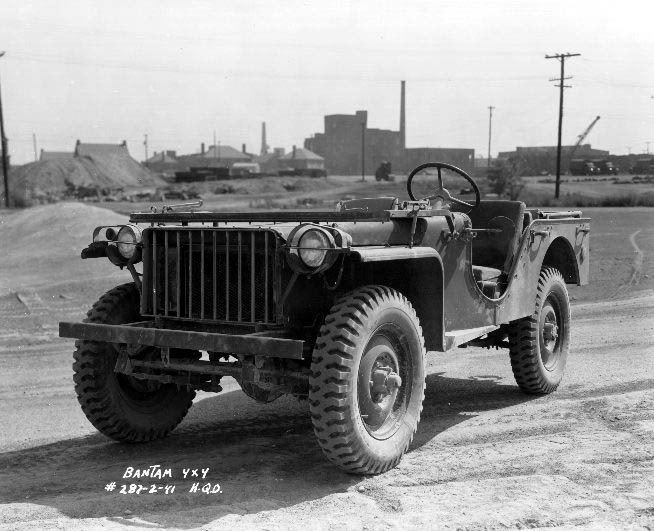
Bantam BRC 40
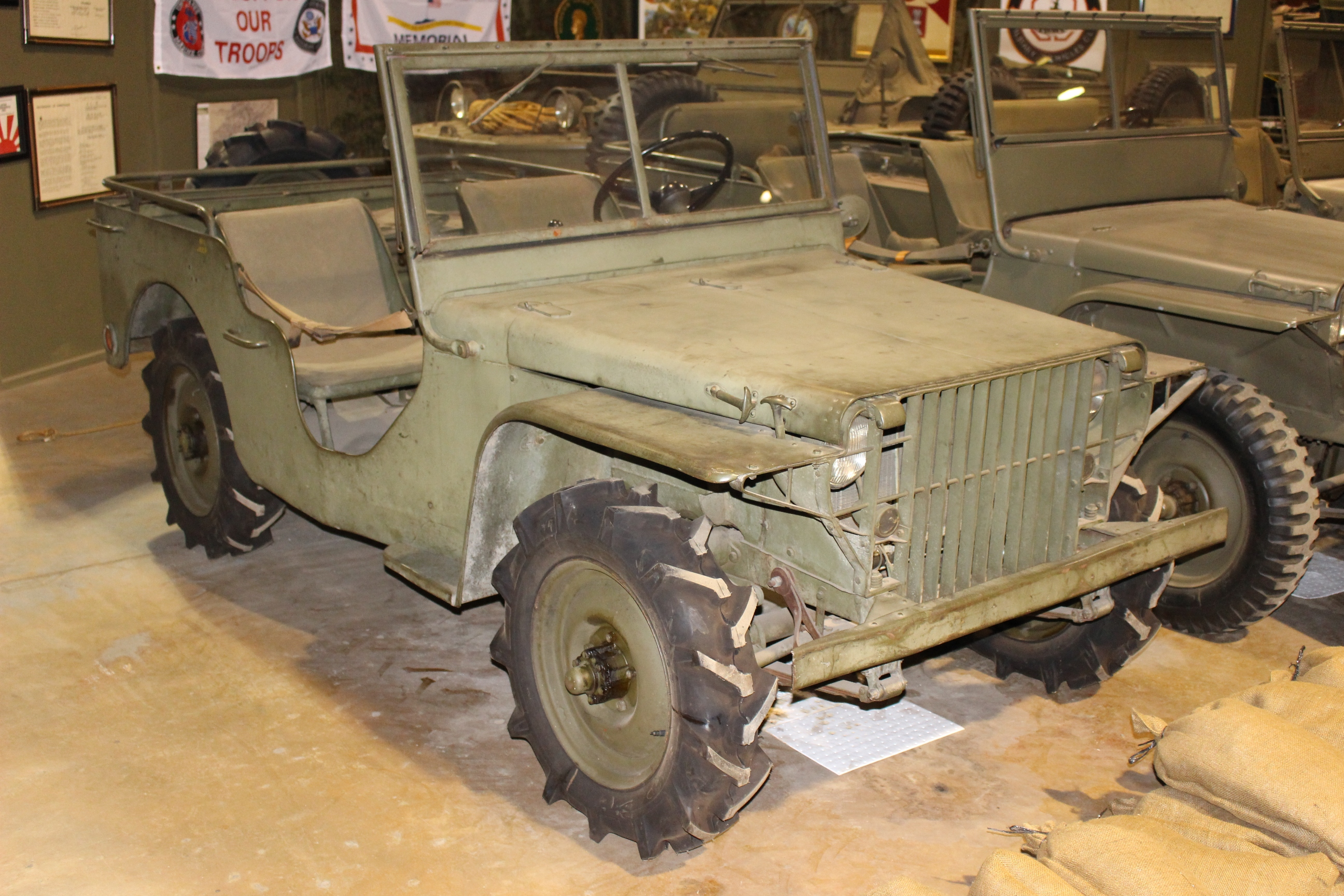
Bantam BRC 40, Ford Pygmy
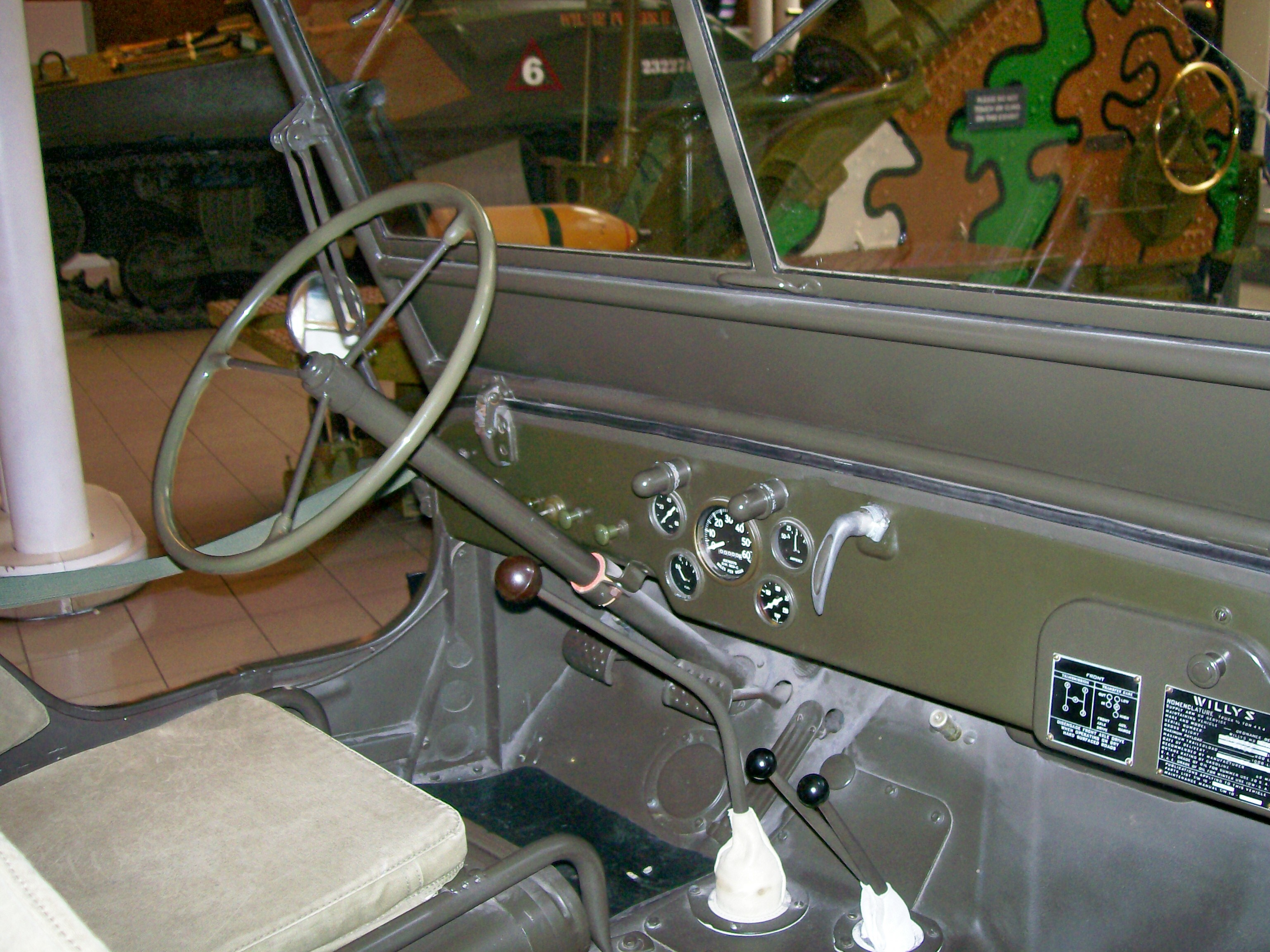
Tablero del Jeep de la Segunda Guerra Mundial
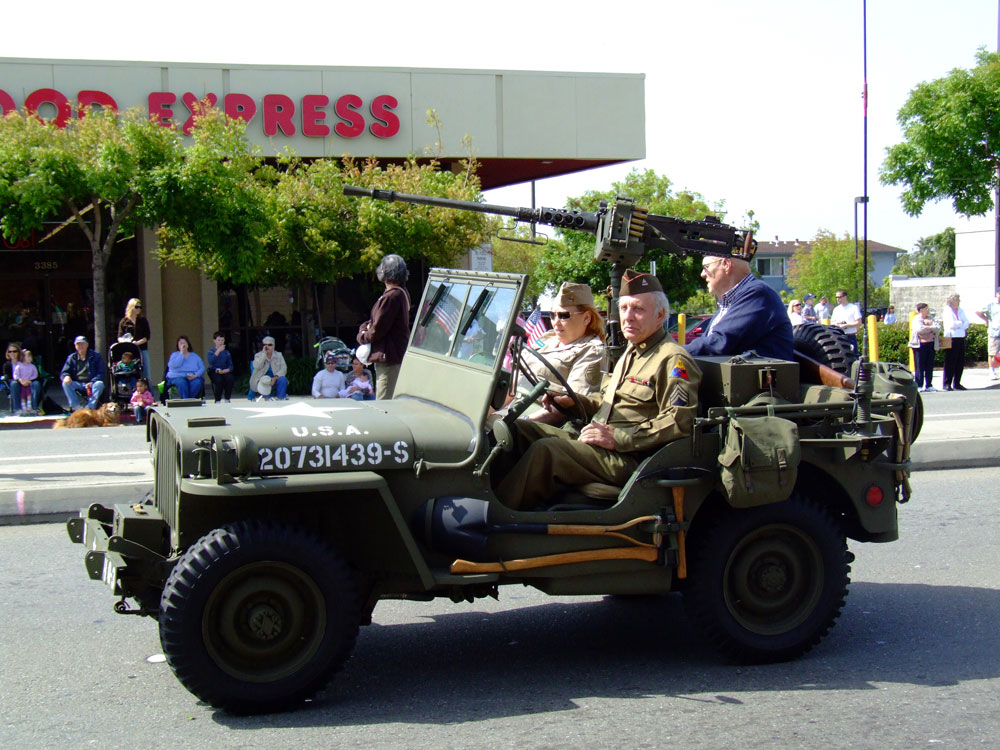
Jeep con una Ametralladora Browning
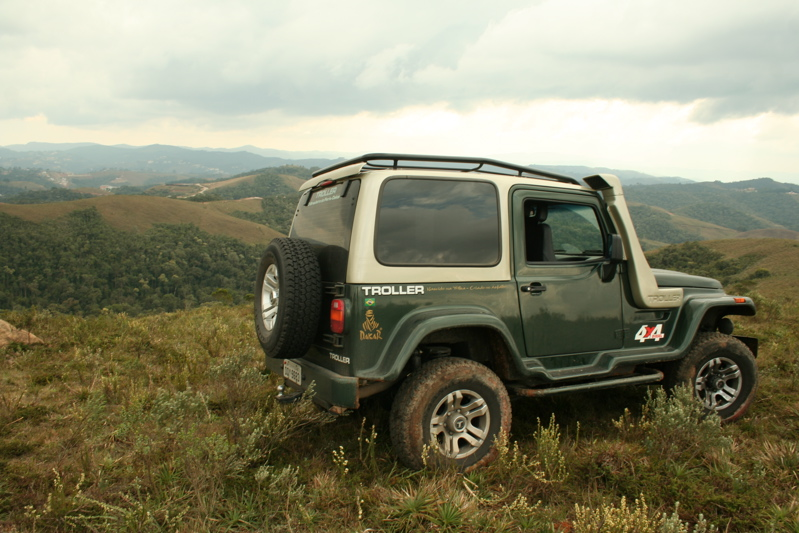
Un Jeep Troller T4
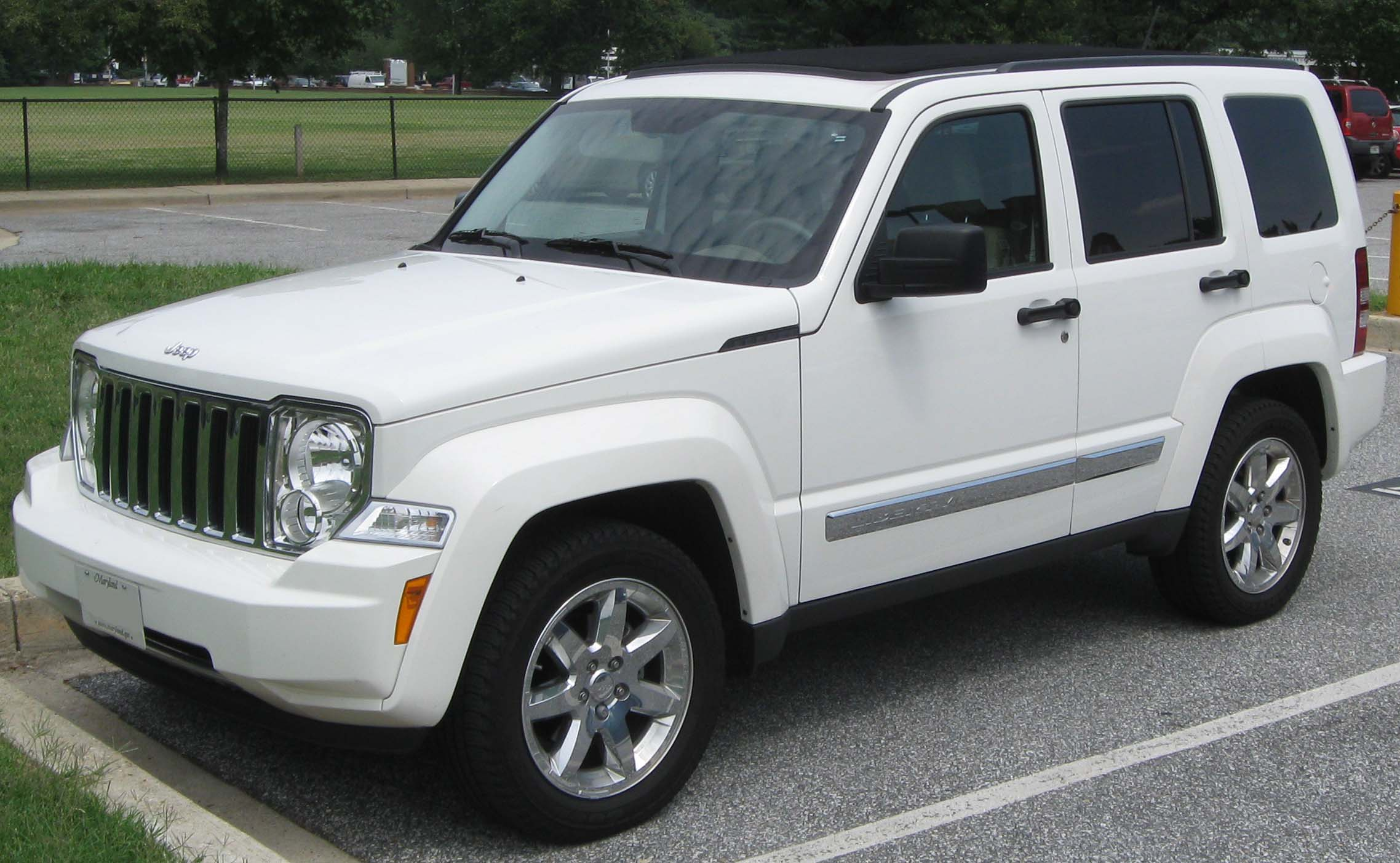
Jeep Liberty 2008-2009
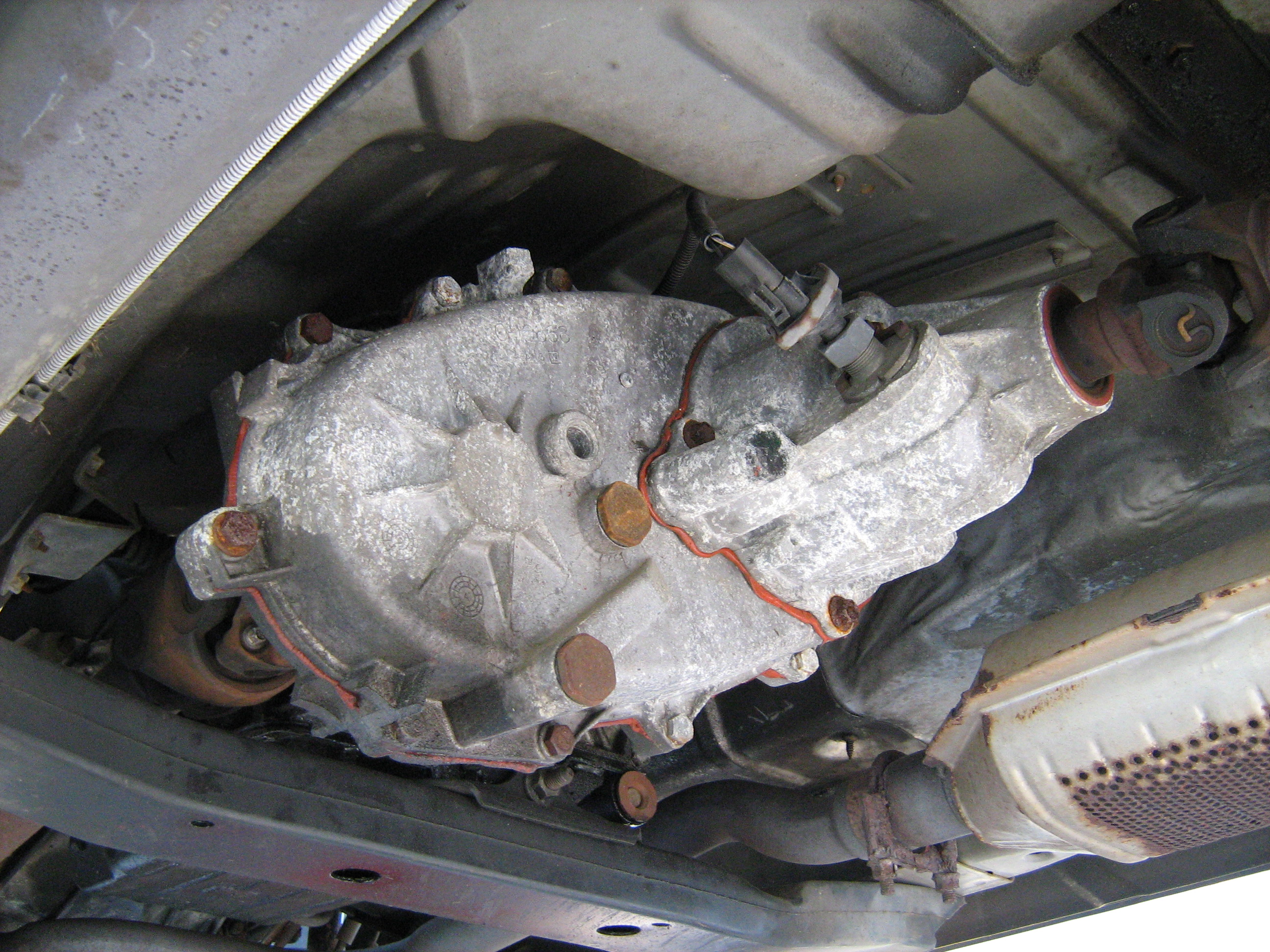
Caja de transferencia central que envía potencia desde la transmisión al eje trasero (derecha) y al eje delantero (izquierda)
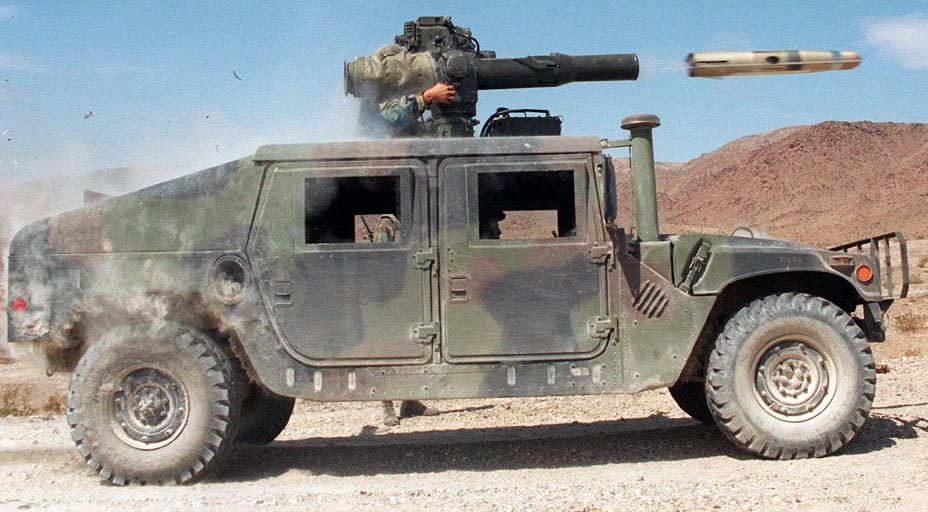
El HMMWV es un 4WD/AWD que impulsa todas las ruedas de manera uniforme (continuamente) a través de un diferencial central bloqueable manualmente, con diferenciales Torsen tanto para la parte delantera como para la trasera
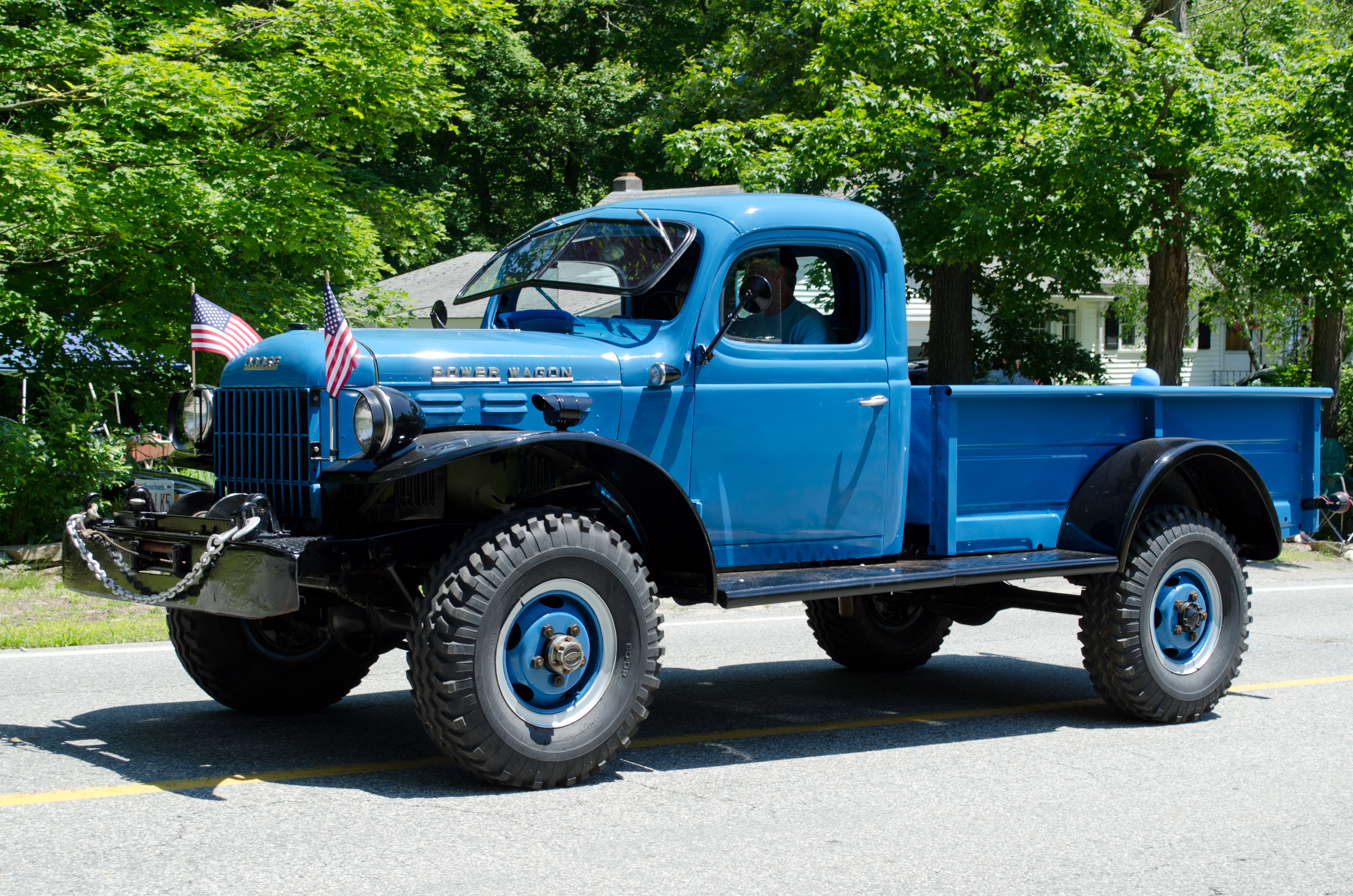
Dodge Power Wagon de primera generación
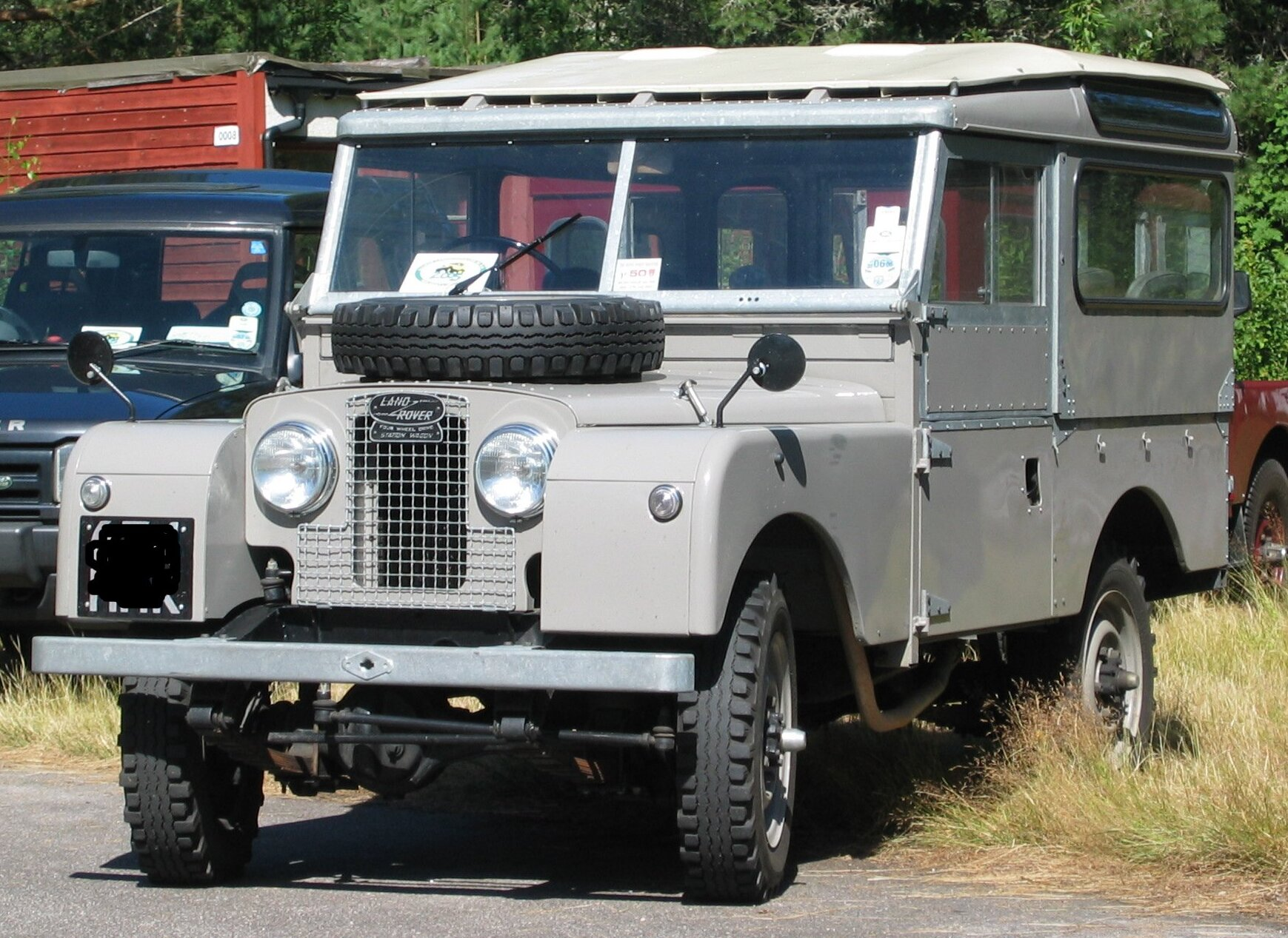
Land Rover Serie I
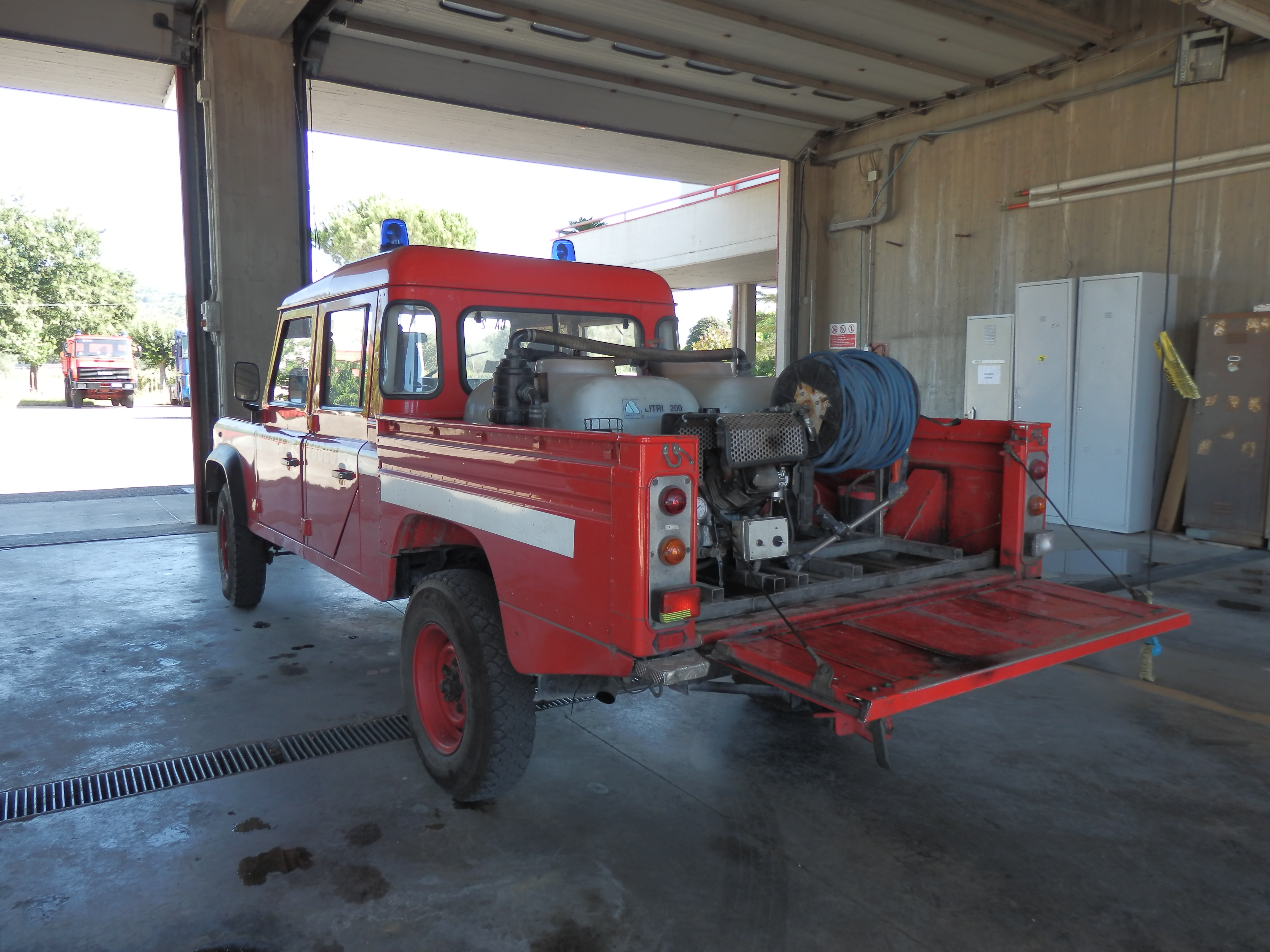
Conversión de Land Rover para combatir incendios forestales, Cascina, Italia (agosto de 2016)